# Wachsend kontextsensitive Sprache
Wachsend kontextsensitive Sprachen (englisch Growing Context Sensitive Languages, abgekürzt: GCSL) sind ein Begriff aus der Theorie der Formalen Sprachen, einem Teilgebiet der Theoretischen Informatik. Eine wachsend kontextsensitive Sprache wird mit formalen Grammatiken definiert, deren Regeln die folgende Eigenschaft haben: Die rechte Seite ist stets länger als die linke. Die Sprachklasse wurde 1986 definiert.
Diese Sprachklasse hat in der Theorie folgende Bedeutung: Sie stellt eine echte Erweiterung der Klasse der kontextfreien Sprachen dar, bleibt aber eine Teilklasse von P. Robert McNaughton würdigte diese Klasse einmal als fehlende Sprachklasse in der Chomsky-Hierarchie.
2002 zeigten Gundula Niemann und Jens Woinowski, dass GCSL mit der Klasse der azyklischen kontextsensitiven Sprachen übereinstimmt.
Analog zu den deterministisch kontextfreien Sprachen werden auch die
deterministisch wachsend kontextsensitiven Sprachen definiert: Die deterministische Variante des charakterisierenden Automaten wird hier als Definition gewählt. Hier ist bekannt, dass diese Klasse mit den Church-Rosser-Sprachen übereinstimmt.

## Definitionen
1. Eine Grammatik {\displaystyle G=(\Sigma ,T,S,P)} heißt streng monotone Grammatik, wenn Folgendes gilt:
  - Alle Regeln aus {\displaystyle P} haben folgende Gestalt:
    - Das Nichtterminal {\displaystyle S} taucht nur auf der linken Seite von Regeln in {\displaystyle P} auf
    - Wenn {\displaystyle (\alpha \rightarrow \beta )\in P} ist (also eine Regel von {\displaystyle G}) und {\displaystyle \alpha \not =S}, dann gilt: {\displaystyle |\alpha |<|\beta |}
2. Streng monotone Grammatiken heißen auch wachsend kontextsensitiv.
3. Die Klasse der Sprachen, die von wachsend kontextsensitiven Grammatiken erzeugt werden, ist die Klasse der wachsend kontextsensitiven Sprachen.

## Alternative Charakterisierungen
GCSL lässt sich auf verschiedene Arten beschreiben:
- durch quasi streng monotone Grammatiken
- durch schrumpfende Zweikellerautomaten (sTPDA)
- durch azyklisch kontextsensitive Grammatiken

Alle Sprachen, die von einem deterministischen schrumpfenden Zweikellerautomaten akzeptiert werden, heißen deterministisch wachsend kontextsensitiv.

## Eigenschaften
GCSL werden hier verglichen mit
- DGCSL, den deterministischen wachsenden kontextsensitiven Sprachen
- CFL, den kontextfreien Sprachen
- CSL, den kontextsensitiven Sprachen (äquivalent den monotonen Grammatiken)
- DCFL, den deterministischen kontextfreien Sprachen
- DCSL, den deterministischen kontextsensitiven Sprachen

Echte Inklusionen:
- CFL ⊊ GCSL ⊊ CSL
- DCFL ⊊ DGCSL ⊊ DCSL
- DGCSL ⊊ GCSL

GCSL ist abgeschlossen unter
- Vereinigung
- Durchschnittbildung mit regulären Sprachen
- Konkatenation
- Kleene-Stern
- {\displaystyle \varepsilon }-freien Homomorphismen
- inversen Homomorphismen

GCSL ist nicht abgeschlossen unter
- Durchschnitt
- Homomorphismen